# Platytes phaeochorda
Platytes phaeochorda là một loài bướm đêm trong họ Crambidae.